# مسمط
مُسَمَّط به نوعی از قصیده یا اشعاری گفته می‌شود که شاعر بنای آن را بر چند مصراع هم‌قافیه بنهد و مصراع آخر را بر قافیه‌ای دیگر قرار دهد.
هر بخش از مسمط را یک رشته می‌گویند. قافیهٔ رشته‌ها متفاوت است و در هر رشته، همهٔ مصراع‌ها به جز مصراع آخر هم‌قافیه است. در مسمط، مصراع آخرِ هر رشته را بند می‌گویند. بندها هم‌قافیه و حلقهٔ اتصال همهٔ رشته‌ها به یکدیگر است.
بنیان‌گذار این قالب منوچهری دامغانی، شاعر قرن پنجم، است، که همهٔ مسمطات وی مسدس‌اند. ناصرخسرو، شیخ بهایی، قاآنی و ملک‌الشعرا بهار از دیگر شاعرانی هستند که در این قالب شعر سروده‌اند.
مشهورترین مسمط فارسی را نیز منوچهری سروده‌است، که با بیت زیر آغاز می‌گردد:
| خیزید و خز آرید که هنگام خزان است     |  | باد خنک از جانبِ خوارزم وزان است |
| آن برگِ رزان بین که بر شاخِ رزان است    |  | گویی به‌مَثَلْ پیرهن رنگرزان است    |
| دهقان ز تعجب سرِ انگشت گزان است        |  |                                 |
| کاندر چمن و باغ نه گُل ماند و نه گلنار |  |                                 |

بنابراین، تکه‌شعر بالا یک «رشته» است و «کاندر چمن و باغ نه گُل ماند و نه گلنار»، بندِ آن به‌شمار می‌آید.
علاوه بر مورد یادشده، مسمط همچنین به شعری گفته می‌شود که در آن، ابیات به چهار بخش هم‌وزن تقسیم می‌شوند که در سه بخش نخستین، سجع رعایت می‌شود (و در بخش چهارم قافیه می‌آید)، و این نوع را شعر مسجّع نیز گفته‌اند.
در وجه تسمیهٔ مسمط گفته‌اند که از سمط گرفته شده که در عربی به‌معنای رشته (اسم) یا در رشته کشیدن مروارید (فعل) است. از آن‌جاکه در قالب شعری، همهٔ بخش‌های یک شعر با بیت‌های مصراعی خاص دنبال می‌شوند که یا ازنظر قافیه مشابه و یگانه‌اند یا مصراع بعینه تکرار می‌شود، به این وسیله گویی رشته‌ای در میان آن‌ها کشیده شده‌باشد.

## انواع مسمط
به مسمط‌هایی که بند و رشتهٔ مسمط آن‌ها مجموعهٔ سه مصراع باشد، مسمطِ مثلث (سه‌تایی) گفته می‌شود. همین‌طور، به چهارمصراعیِ مربع (چهارتایی)، به پنج‌مصراعی مخمس (پنج‌تایی)، به شش‌تایی مسدس، و به هشت‌تایی مثمن می‌گویند، که درمیان همهٔ این موارد، مسدس از همه رایج‌تر است.

### مسمط مثلث
نمونهٔ مسمط مثلث سرودهٔ ناصرخسرو
| ای گنبد زنگارگون ای پرجنون پرفنون         |  | هم تو شریف و هم تو دون هم گمره و هم رهنمون |
| دریای سبز سرنگون پر گوهر بی منتهی         |  |                                            |
| انوار و ظلمت را مکان بر جای و دائم تازنان |  | ای مادر نامهربان هم سالخورده هم جوان       |
| گویا ولیکن بی زبان جویا ولیکن بی‌وفا       |  |                                            |
| گه خاک چون دیبا کنی گه شاخ پر جوزا کنی    |  | گه خوی بد زیبا کنی از بادیه دریا کنی       |
| گه سنگ چون مینا کنی وز نار بستانی ضیا     |  |                                            |

### مُسَمَطْ تضمینی
مُسَمَطْ تضمینی شیخ بهایی که با مصرع «تا کی به تمنای وصال تو یگانه» آغاز می‌شود، از مشهورترین مخمس‌های شعر فارسی است.
ابیات آغازین این تضمین:
| تاکی به تمنای وصال تو یگانه        |  | اشکم شود از هر مژه چون سیل روانه |
| خواهد به سر آید، شب هجران تو یانه؟ |  | ای تیر غمت را دل عشاق نشانه      |
| جمعی به تو مشغول و تو غایب ز میانه |  |                                  |
| رفتم به در صومعهٔ عابد و زاهد       |  | دیدم همه را پیش رخت راکع و ساجد  |
| در میکده رهبانم و در صومعه عابد    |  | گه معتکف دیرم و گه ساکن مسجد     |
| یعنی که تو را می‌طلبم خانه به خانه  |  |                                  |

### مسمط مسدس
نمونهٔ مسمط مسدس سرودهٔ منوچهری دامغانی:
| گویی بطّ سپید جامه به صابون زده‌ست  |  | کبکِ دری ساقِ پای در قدح خون زده‌ست      |
| بر گُلِ تر عندلیب، گنجِ فریدون زده‌ست |  | لشکرِ چین در بهار، خیمه به هامون زده‌ست |
| لاله سوی جویبار خرگه بیرون زده‌ست  |  |                                       |
| خیمهٔ آن سبزگون خرگه این آتشین     |  |                                       |
| باز مرا طبع شعر سخت به جوش آمده‌ست |  | کم سخن عندلیب، دوش به گوش آمده‌ست      |
| از شَغَبِ مردمان لاله به جوش آمده‌ست  |  | زیر به بانگ آمده‌ست بم به خروش آمده‌ست  |
| نسترن مشکبوی، مشک‌فروش آمده‌ست      |  |                                       |
| سیمش در گردن است، مشکش در آستین   |  |                                       |

## تضمین بر غزل
معمولاً دو مصراع آخر برخی از مسمط‌ها تضمینی از یک غزل مشهور است. مانند مسمط مسدس زیر از ملک‌الشعرا بهار که تضمینی بر غزل سعدی است.
بخش آغازین مسدس سعدی:
| سعدیا چون تو کجا نادره گفتاری هست     |  | یا چو شیرین سخنت نخل شکرباری هست  |
| یا چو بستان و گلستان تو گلزاری هست    |  | هیچم ار نیست، تمنای توأم باری هست |
| «مشنو ای‌دوست که غیراز تو مرا یاری هست |  |                                   |
| یا شب و روز به جز فکر توأم کاری هست»  |  |                                   |
| لطف گفتار تو شد دام ره مرغ هوس        |  | به هوس بال زد وگشت گرفتار قفس     |
| پای‌بند تو ندارد سر دمسازی کس          |  | موسی این‌جا بنهد رخت به امید قبس   |
| «به کمند سر زلفت نه من افتادم و بس    |  |                                   |
| که به هر حلقهٔ زلف تو گرفتاری هست»     |  |                                   |

## مسمط نو
مسمط نو دارای زبان، تکنیک و مضامین نو است که گاهی این مضامین اجتماعی هستند.
در جریان‌های مانند مرکب حرکت، شاهد مسمط‌هایی با ساختاری متفاوت از مسمط سنتی هستیم. به‌طور مثال در مسمط‌هایی که در دههٔ هفتاد در اشعار شاعران غزل پست مدرن می‌خوانیم همان قواعد کلاسیک برقرار است، اما فقط با مضامین، تکنیک‌ها و زبانی تازه روبرو هستیم. اما در جریان مرکب حرکت شاهد اشعاری هستیم که از لحاظ قافیه و حتی وزن به ساختار کلاسیک مسمط پایبند نیستند.